# سیارک ۲۸۵۲
سیارک ۲۸۵۲ (به انگلیسی: 2852 Declercq، نامگذاری:1981QU2) دو هزار و هشتصد و پنجاه و دومین سیارک کشف شده‌است که در ۲۳ اوت ۱۹۸۱ کشف شد.
قدر مطلق سیارک برابر ۱۲٫۳۰ است.